# Meccanica dei fluidi
La meccanica dei fluidi, in fisica, è il ramo della meccanica del continuo che studia le proprietà dei fluidi, cioè liquidi, vapori e gas, e anche alcune fasi di sostanze che non hanno struttura cristallina come i solidi, pseudocristallina come i liquidi e che non sono aeriformi: sono i cosiddetti materiali amorfi.

## Descrizione

Principio di Archimede

Equazione di Bernoulli

Legge di Torricelli

In generale i fluidi sono considerati i materiali che hanno la capacità di variare con continuità la loro forma adattandosi al contenitore, ed ecco perché i liquidi, i vapori e i gas sono trattati come fluidi. La meccanica dei fluidi si compone di due grandi sotto-branche:
- la fluidostatica si occupa dei fluidi a riposo in un sistema inerziale, ovvero con velocità costante nel tempo ed uniforme nello spazio. Storicamente è il primo passo verso lo studio della meccanica.
- la dinamica dei fluidi o fluidodinamica (tra cui, specializzando, aerodinamica, idrodinamica, oleodinamica) che si occupa dei fluidi in movimento.

I liquidi sono caratterizzati dall'avere volume proprio e densità molto simili a quelle dei solidi, il che significa che a livello microscopico si hanno comunque piccole distanze tra le molecole e elevate forze di interazione. Questa è la differenza fondamentale con gli aeriformi che invece hanno una densità piccola e quindi una bassa interazione molecolare che li rende espandibili in qualsiasi volume.
In generale le affinità con i solidi finiscono qui. I fluidi infatti possono subire deformazioni elastiche come i solidi, ma anche di scorrimento e quindi deformazioni plastiche. Ciò è particolarmente evidente per i liquidi ed è sempre dovuto alle caratteristiche microscopiche dei fluidi, per le quali le molecole che li compongono non hanno posizioni fisse nello spazio ma possono muoversi le une rispetto alle altre con velocità relative diverse.
Altre caratteristiche dei fluidi e in particolare dei liquidi sono l'omogeneità e l'isotropia. L'omogeneità riguarda la composizione del fluido cioè esso deve essere costituito da una sola specie molecolare. Lo studio della meccanica dei fluidi si complica notevolmente per i fluidi non omogenei. L'isotropia è una caratteristica più generale e riguarda le proprietà di deformazione, elasticità, propagazione, etc., che devono essere le stesse in ogni direzione.
Un'eccezione ai liquidi ordinari che posseggono queste due importanti proprietà sono alcune sostanze che presentano fasi intermedie tra solida e liquida, generalmente chiamati cristalli liquidi, usati in molte applicazioni tecnologiche.
La meccanica dei fluidi ha molte applicazioni in diversi campi, come l'ingegneria navale, l'aeronautica o lo studio della circolazione del sangue (emodinamica).
Trova molte applicazioni anche nella vita quotidiana; ci basti pensare che il carburatore della nostra autovettura, la pompa di scarico della nostra lavatrice, l'aspirapolvere, tutto il circuito idrico della nostra casa sono progettati e realizzati tenendo conto di leggi quali il principio di Archimede, l'equazione di Bernoulli, la legge di Torricelli, etc..